# Selenops tiky
Selenops tiky là một loài nhện trong họ Selenopidae.
Loài này thuộc chi Selenops. Selenops tiky được J. A. Corronca miêu tả năm 1998.